# هانس كوهين
هانس كون (بالإنجليزية: Hans Kohn)‏ هو كاتب ومؤرخ أمريكي، ولد في 15 سبتمبر 1891 في براغ في التشيك، وتوفي في 16 مارس 1971 في فيلادلفيا في الولايات المتحدة.

## وصلات خارجية
- هانس كوهين على موقع مونزينجر (الألمانية)